# Pont de Condrieu
Le pont de Condrieu est un pont suspendu enjambant le Rhône entre les communes de Condrieu dans le Rhône et Les Roches-de-Condrieu dans l'Isère, en France.
Il s'agit d'un ouvrage suspendu composé de deux travées que sépare un pylône central en béton formant arc, dans lequel viennent s'ancrer les câbles suspenseurs métalliques. L'entrée du pont est marquée par deux pylônes en béton qui reçoivent les câbles sur les rives. Ces derniers sont reliés au tablier par des suspentes. Le tablier, à ossature métallique et dalle de couverture en béton armé, porte une chaussée à deux voies en double sens de circulation, encadrée de trottoirs bordés de garde-corps.

## Histoire
L'actuel pont de Condrieu est le second pont à être édifié à cet endroit, il remplace un ancien ouvrage construit en 1832 et déclaré en très mauvais état en 1929. En 1933 est lancé un concours pour la réalisation d'un nouveau pont de Condrieu, et ce sont les Établissements Baudin qui le remporte face à la Compagnie lyonnaise d'entreprise et de travaux d'art, dont le projet est approuvé le 4 juillet 1934. Les travaux à peine terminés, le pont est coupé en juin 1940 par fait de guerre. Un bac à traille est remis en service pour rétablir le franchissement du fleuve.
Concernant le premier pont de Condrieu, celui-ci était destiné à remplacer un bac à traille, et dont l'édification avait été autorisée par une ordonnance royale du 5 mai 1830. L'ouvrage fut ouvert au public le 25 juin 1833. Il fut racheté par le département du Rhône à la compagnie concessionnaire en 1887. En septembre 1929, un rapport de l'ingénieur en chef du service vicinal du département mentionne son état de vétusté et son besoin de modernisation. Il s'agissait d´un pont suspendu de 197,80 mètres de long, à câbles en fil de fer. Ses deux travées, de 96 mètres et 96,80 mètres, étaient séparées par une pile centrale en forme d'arche monumentale, en maçonnerie (pierre de taille), de 5 mètres d'épaisseur. Le tablier était composé de poutrelles de chênes et de deux platelages, l'un en chêne et l'autre en peuplier ou pin. La largeur de la voie entre les garde-corps était de 5 mètres sans trottoir.
Au printemps 2025, du fait de faiblesses repérées dans la structure, le pont est fermé à la circulation pour plusieurs mois, dans l'attente de travaux de consolidation.